# Lepthyphantes brignolianus
Lepthyphantes brignolianus är en spindelart som beskrevs av Christo Deltshev 1979. Lepthyphantes brignolianus ingår i släktet Lepthyphantes och familjen täckvävarspindlar. Inga underarter finns listade i Catalogue of Life.